# Mount Huggins
Mount Huggins ist ein 3735 m hoher und kegelförmiger Berg im ostantarktischen Viktorialand. In der Royal Society Range überragt er die Entstehungszonen des Allison-Gletschers, des Dale-Gletschers und des Potter-Gletschers. 
Teilnehmer der Discovery-Expedition (1901–1904) unter der Leitung des britischen Polarforschers Robert Falcon Scott entdeckten ihn. Scott benannte ihn nach dem Astronomen und Physiker William Huggins (1824–1910), dem Präsidenten der Royal Society von 1900 bis 1905.